# Sapling Cup 2024/25
Der Sapling Cup 2024/25 war die 10. Austragung eines Fußballwettbewerbs in Hongkong. Das Turnier wurde aus Sponsorengründen Jockey Club Sapling Cup oder kurz JC Sapling Cup, genannt. Teilnehmer waren die neun Mannschaften der ersten Liga, der Hong Kong Premier League. Jede Mannschaft musste während eines Spiels mindestens drei Spieler aufstellen, die am oder nach dem 1. Januar 2003 geboren wurden. Es durften maximal sechs ausländische Spieler, wobei nicht mehr als fünf ausländische Spieler gleichzeitig auf dem Spielfeld sein durften, aufgestellt sein. Das Turnier begann am 12. Oktober 2024 und endete am 1. Mai 2025 mit dem Finale. Titelverteidiger war der Hong Kong Rangers FC.

## Termine
| Runde        | Datum                              |
| ------------ | ---------------------------------- |
| Gruppenphase | 12. Oktober 2024 bis 26. März 2025 |
| Halbfinale   | 9. April 2025 16. April 2025       |
| Finale       | 1. Mai 2025                        |

## Teilnehmer
| Gruppe A                                                                | Gruppe B                                                                              |
| - Tai Po FC - Eastern AA - North District FC - Kitchee SC - Hongkong FC | - Southern District FC - Lee Man FC - Hong Kong Rangers FC - Kowloon City District SA |

## Gruppe A

### Tabelle
| Pl. | Verein            | Sp. | S | U | N | Tore    | Diff. | Punkte |
| --- | ----------------- | --- | - | - | - | ------- | ----- | ------ |
| 1.  | Tai Po FC         | 4   | 3 | 1 | 0 | 011:500 | +6    | 10     |
| 2.  | Eastern AA        | 4   | 2 | 1 | 1 | 009:400 | +5    | 07     |
| 3.  | North District FC | 4   | 1 | 2 | 1 | 008:800 | ±0    | 05     |
| 4.  | Kitchee SC        | 4   | 1 | 2 | 1 | 005:600 | −1    | 05     |
| 5.  | Hongkong FC       | 4   | 0 | 0 | 4 | 003:130 | −10   | 0      |

### Spiele
| Datum             |                   | Ergebnis |                   |
| ----------------- | ----------------- | -------- | ----------------- |
| 13. Oktober 2024  | Tai Po FC         | 2:1      | Eastern AA        |
| 13. Oktober 2024  | Hongkong FC       | 1:3      | North District FC |
| 16. November 2024 | North District FC | 1:1      | Kitchee SC        |
| 16. November 2024 | Eastern AA        | 4:0      | Hongkong FC       |
| 8. Dezember 2024  | Kitchee SC        | 3:1      | Hongkong FC       |
| 8. Dezember 2024  | Tai Po FC         | 3:3      | North District FC |
| 15. Dezember 2024 | North District FC | 1:3      | Eastern AA        |
| 15. Dezember 2024 | Kitchee SC        | 0:3      | Tai Po FC         |
| 22. März 2025     | Hongkong FC       | 1:3      | Tai Po FC         |
| 22. März 2025     | Eastern AA        | 1:1      | Kitchee SC        |

## Gruppe B

### Tabelle
| Pl. | Verein                   | Sp. | S | U | N | Tore    | Diff. | Punkte |
| --- | ------------------------ | --- | - | - | - | ------- | ----- | ------ |
| 1.  | Southern District FC     | 3   | 2 | 0 | 1 | 005:100 | +4    | 06     |
| 2.  | Lee Man FC               | 3   | 2 | 0 | 1 | 005:200 | +3    | 06     |
| 3.  | Hong Kong Rangers FC     | 3   | 2 | 0 | 1 | 003:500 | −2    | 06     |
| 4.  | Kowloon City District SA | 3   | 0 | 0 | 3 | 002:100 | −8    | 0      |

### Spiele
| Datum             |                          | Ergebnis |                          |
| ----------------- | ------------------------ | -------- | ------------------------ |
| 12. Oktober 2024  | Hong Kong Rangers FC     | 0:1      | Lee Man FC               |
| 12. Oktober 2024  | Southern District FC     | 4:0      | Kowloon City District SA |
| 17. November 2024 | Hong Kong Rangers FC     | 2:1      | Kowloon City District SA |
| 17. November 2024 | Lee Man FC               | 0:1      | Southern District FC     |
| 15. Dezember 2024 | Kowloon City District SA | 1:4      | Lee Man FC               |
| 26. März 2025     | Southern District FC     | 0:1      | Hong Kong Rangers FC     |

## Halbfinale
| Datum          |                      | Ergebnis              |            |
| -------------- | -------------------- | --------------------- | ---------- |
| 9. April 2025  | Southern District FC | 1:0                   | Eastern AA |
| 16. April 2025 | Tai Po FC            | 1:1 n. V. (2:4 i. E.) | Lee Man FC |

## Finale
| Datum       |                      | Ergebnis |            |
| ----------- | -------------------- | -------- | ---------- |
| 1. Mai 2025 | Southern District FC | 4:0      | Lee Man FC |

## Torschützenliste
| Platz | Spieler         | Mannschaft        | Tore |
| ----- | --------------- | ----------------- | ---- |
| 1.    | Matheus Chulapa | North District FC | 3    |
| 1.    | Michel Renner   | Tai Po FC         | 3    |
| 1.    | Igor Sartori    | Tai Po FC         | 3    |